# Cząstka w studni potencjału
Cząstka w studni potencjału – jeden z najprostszych przykładów z zakresu mechaniki kwantowej. Rozważa się w nim cząstkę odbijająca się od ścian jednowymiarowej studni potencjału o szerokości {\displaystyle L} bez dyssypacji energii, przy czym potencjał jest nieskończony dla {\displaystyle x<0} i {\displaystyle x>L} i zerowy dla {\displaystyle 0<x<L.}

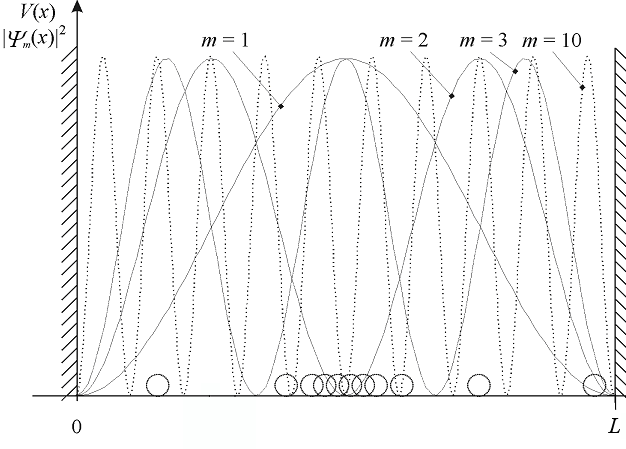
Rozkłady gęstości prawdopodobieństwa znalezienia cząstki w nieskończenie głębokiej jamie potencjału o szerokości dla niektórych wartości własnych energii

Z punktu widzenia mechaniki klasycznej problem ten jest trywialny: cząstka porusza się ruchem jednostajnym prostoliniowym, odbijając się od ścian studni pod kątem odbicia równym co do wartości bezwzględnej kątowi padania.
Z punktu widzenia mechaniki kwantowej, rozwiązaniem równania Schrödingera dla tego problemu jest funkcja falowa:
{\displaystyle \psi _{m}(x)={\sqrt {\frac {2}{L}}}\sin {\left({\frac {m\pi x}{L}}\right)}.}
Cząstka może mieć zatem jedynie określone niezerowe i naturalne poziomy energetyczne {\displaystyle m,} a ponadto prawdopodobieństwo {\displaystyle |\psi _{m}(x)|^{2}} znalezienia cząstki w danym miejscu (określonym współrzędną {\displaystyle x}) nie jest jednostajne. Istnieją punkty studni, w których prawdopodobieństwo znalezienia cząstki jest większe (uśredniając dla wszystkich poziomów energetycznych, największe jest w środku studni), jak i punkty w których cząstka nie może się znaleźć (niezależnie od jej poziomu energetycznego są to punkty {\displaystyle x=0} i {\displaystyle x=L}). Choć oba te wnioski nie są zgodne z naszym intuicyjnym pojmowaniem świata, jednak opierają się na teorii, której założenia potwierdzają wyniki licznych doświadczeń.

## Cząstka w jednowymiarowej studni potencjału
W przypadku ruchu w jednowymiarowej studni potencjału bezczasowe równanie Schrödingera może być zapisane jako:
{\displaystyle -{\frac {\hbar ^{2}}{2m}}{\frac {d^{2}\psi }{dx^{2}}}+V(x)\psi =E\psi ,\quad (1)}
gdzie potencjał V(x) jest równy:
{\displaystyle V(x)={\begin{cases}V_{0}&&x\in (-\infty ,-a]&{\text{obszar I}}\\0&&x\in (-a,a)&{\text{obszar II}}\\V_{0}&&x\in [a,\infty )&{\text{obszar III}}\end{cases}}}
Potencjał {\displaystyle V(x)} jest symetryczny względem inwersji (x → -x (symetria parzystości))
W obszarze II cząstka jest swobodna
{\displaystyle -{\frac {\hbar ^{2}}{2m}}{\frac {d^{2}\psi }{dx^{2}}}=E\psi .\quad (2)}
Obszary I i III są klasycznie zabronione {\displaystyle (E<V_{0}),} ale formalnie równanie Schrödingera wygląda jak dla cząstki swobodnej
{\displaystyle -{\frac {\hbar ^{2}}{2m}}{\frac {d^{2}\psi }{dx^{2}}}=(E-V_{0})\psi .\quad (3)}
W obszarze I i III rozwiązaniem jest zanikająca amplituda prawdopodobieństwa, w I obszarze {\displaystyle (x<0)}
{\displaystyle \psi =Ae^{\kappa x},}
a w III {\displaystyle (x>L)}
{\displaystyle \psi =De^{-\kappa x}}
z
{\displaystyle {\frac {\hbar ^{2}\kappa ^{2}}{2m}}=(V_{0}-E).\quad (4)}
W obszarze II ma charakter oscylujący
{\displaystyle \psi =(B\sin(kx)+C\cos(kx))}
z
{\displaystyle E={\frac {\pi ^{2}\hbar ^{2}k^{2}}{2mL^{2}}}.\quad (5)}
Stałe A, B, C i D wyznaczamy z warunku ciągłości funkcji falowej i jej pochodnej (ciągłość prądu prawdopodobieństwa) dla {\displaystyle x=-a} i {\displaystyle x=a.}
Warunki te dają równanie liniowe
{\displaystyle {\begin{pmatrix}e^{-a\kappa }&-\cos(ka)&\sin(ka)&0\\\kappa e^{-a\kappa }&-k\sin(ka)&-k\cos(ka)&0\\0&\cos(ak)&\sin(ka)&-e^{-a\kappa }\\0&-k\sin(ka)&k\cos(ka)&\kappa e^{-a\kappa }\end{pmatrix}}{\begin{pmatrix}A\\B\\C\\D\end{pmatrix}}=0}
Warunkiem istnienia nietrywialnego rozwiązania jest znikanie wyznacznika powyższej macierzy. Daje to dwa warunki
{\displaystyle \kappa =-k\operatorname {ctg} (ka),}
{\displaystyle \kappa =k\operatorname {tg} (ka).}
Wygodnie jest zdefiniować nowe zmienne: {\displaystyle x=ak} i {\displaystyle y=a\kappa } wtedy równania (4) i (5) dają równanie okręgu
{\displaystyle x^{2}+y^{2}=r^{2}}
z promieniem
{\displaystyle r={\sqrt {{\frac {2m}{\hbar ^{2}}}V_{0}}}.}
Warunki na ciągłość funkcji falowej prowadzą więc to warunku przecięcia okręgu z funkcją:
{\displaystyle y=-x\operatorname {ctg} (x)} lub {\displaystyle y=x\operatorname {tg} (x).} W zależności od promienia {\displaystyle r} (lub wysokości studni {\displaystyle V_{0}}) istnieje wiele rozwiązań które na podstawie równania (5) wyznaczają kolejne stany własne cząstki w studni potencjału. Z wykresu przedstawiającego rozwiązania dla stanu podstawowego widać, że istnieją dwa takie rozwiązania z: {\displaystyle -x_{0}} i {\displaystyle +x_{0}} o tej samej energii (na podstawie wzoru (5)).
Jest to konsekwencja symetrii parzystości. Konsekwencją tej symetrii jest degeneracja widma (istnieją dwie funkcje falowe o różnej parzystości dla tego samego poziomu energetycznego).